# Mjels (Oksbøl Sogn)
 For alternative betydninger, se Mjels. (Se også artikler, som begynder med Mjels)
Mjels (tysk: Meels). Landsby på det nordlige Als. Er formentlig det ældste stednavn på øen, dvs. ældre end urnordisk sprogperiode.. I 1245 ses det skrevet Mialles, hvor sidste led (les) er en variant af endelsen –løse, som her formentlig betyder ager eller græsgang. Forstavelsen Mial er gammeldansk og betyder grusbunke.
Under 2.verdenskrig styrtede to Avro Lancaster bombefly ned ved Mjels.
Nordøst for landsbyen ligger Mjels Sø.